# Mare dei Cosmonauti

Mappa con la posizione del mare dei Cosmonauti

Mare dei Cosmonauti (in russo Море Космонавтов, in inglese Cosmonauts Sea) è il nome proposto per un tratto di mare dell'Oceano Antartico, di fronte alla Costa del Principe Olav e alla Terra di Enderby, in Antartide.
Il nome mare dei Cosmonauti venne coniato nel 1962 dalla settima spedizione antartica sovietica in onore dei primi cosmonauti e dell'inizio dell'epoca dell'esplorazione umana dello spazio, e nel 2002 venne proposto nella bozza della quarta edizione della pubblicazione sui confini degli oceani e dei mari dell'Organizzazione idrografica internazionale. Tale bozza non è mai stata approvata dall'Organizzazione idrografica internazionale, e la versione tuttora in vigore della pubblicazione è la terza edizione del 1953.

Le principali autorità geografiche internazionali non riportano pertanto il nome mare dei Cosmonauti, mentre esso appare in alcune mappe sovietiche e russe.
Secondo quanto indicato nella bozza del 2002, il mare dei Cosmonauti avrebbe dovuto essere compreso tra 33°45'E, dove si trova la penisola Riiser-Larsen, e 53°48'E, in corrispondenza di Capo Batterbee, avere una estensione di 698.600 chilometri quadrati e confinare a ovest con il mare di Riiser-Larsen e ad est con il mare della Cooperazione, altri due tratti di mare proposti nella bozza ma mai ufficialmente approvati.
Nella zona del mare dei Cosmonauti l'acqua è prossima al congelamento durante tutto l'anno, e in diverse occasioni vi sono state avvistate delle polinie, tratti di mare liberi dai ghiacci ma circondati dalla banchisa. Una della polinie più notevoli è stata avvistata il 25 luglio 1980 e raggiungeva una superficie di 137.700 chilometri quadrati. Essa durò per alcune settimana, prima di sparire il 16 agosto dello stesso anno.